# Dom Handlowy „Skarbek“
Die Dom Handlowy Galeria Skarbek ist ein Kaufhaus in Katowice am Rynek zwischen der Ulica 3 Maja und der Ulica Adama Mickiewicza. Das Gebäude wurde in den 1970er Jahren errichtet. Bis zum Jahr 1864 stand an dieser Stelle ein Gasthof, der als eine der Keimzellen Katowices galt. 1864 brach das Gebäude des Gasthofes zusammen. Die Aluminiumwandverkleidung stammt aus Frankreich und wurde in einem Tauschgeschäft mit Kohle bezahlt.
2005 bis 2007 wurde die Fassade des Gebäudes erneuert und zwei externe Aufzüge eingebaut.
Im Kaufhaus befinden sich mehrere Läden, unter anderem die Firma Społem und ein Delikatessengeschäft.

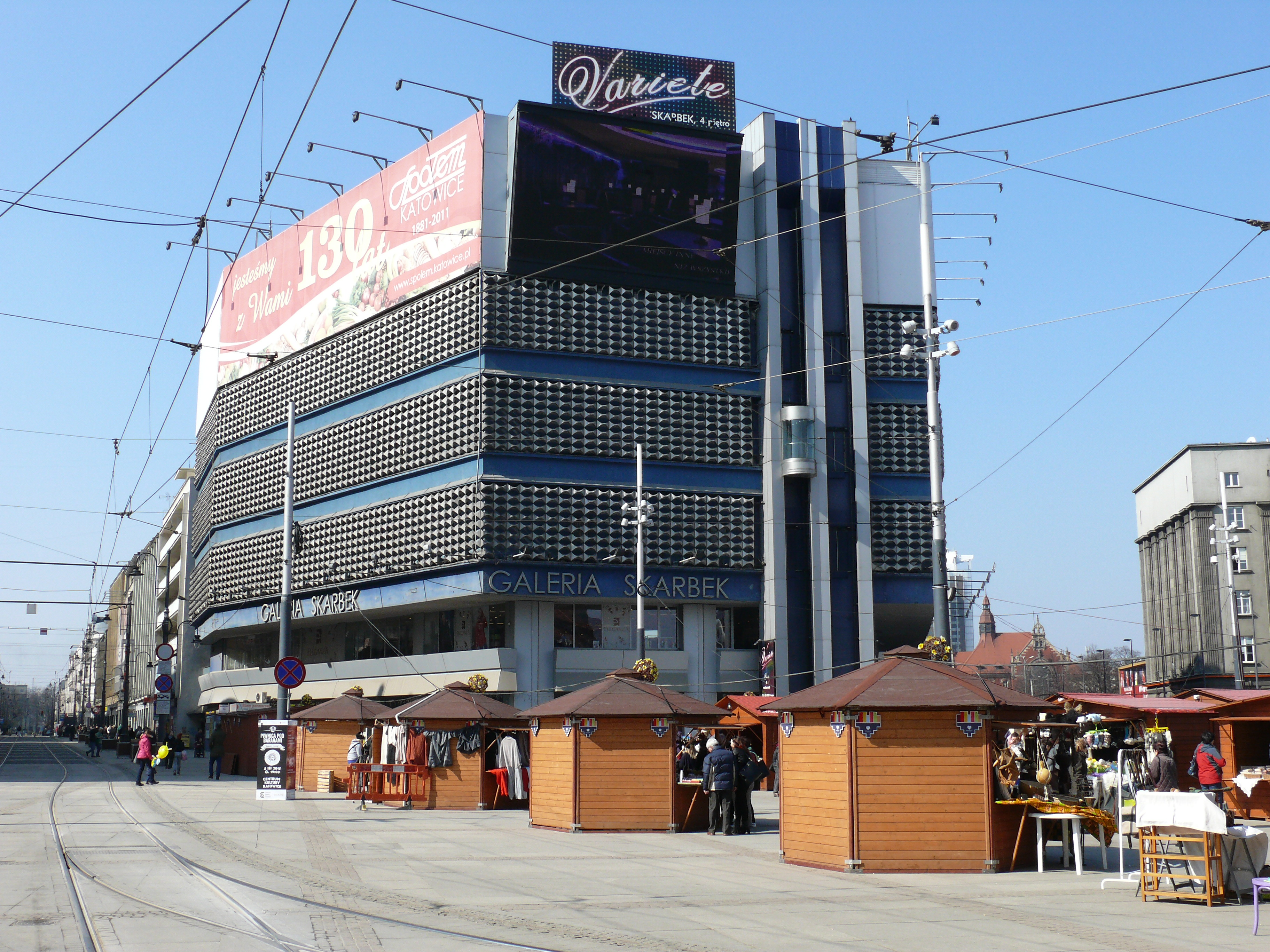
Blick entlang der Ulica 3 Maja
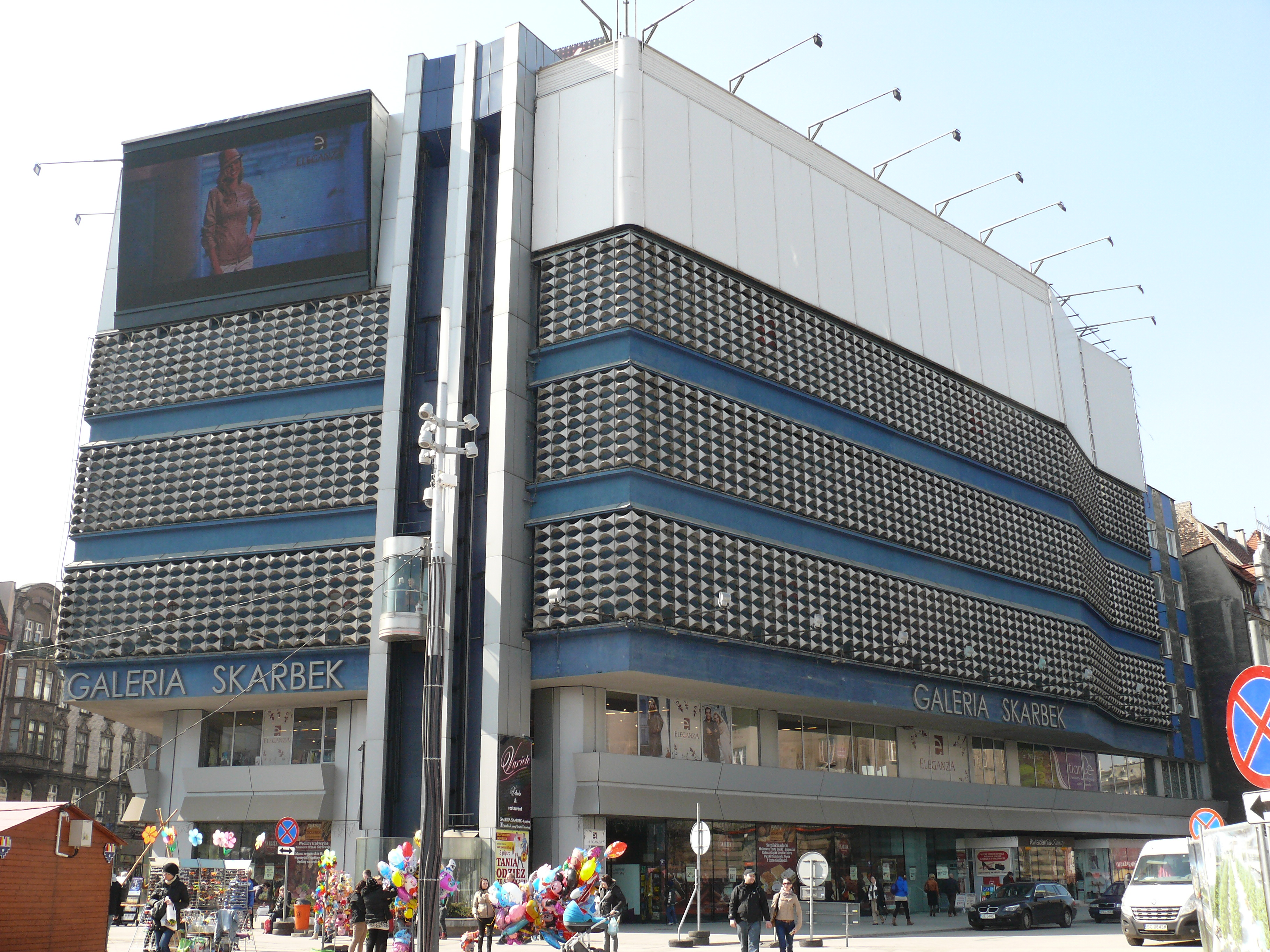
Ansicht entlang der Ulica Adama Mickiewicza
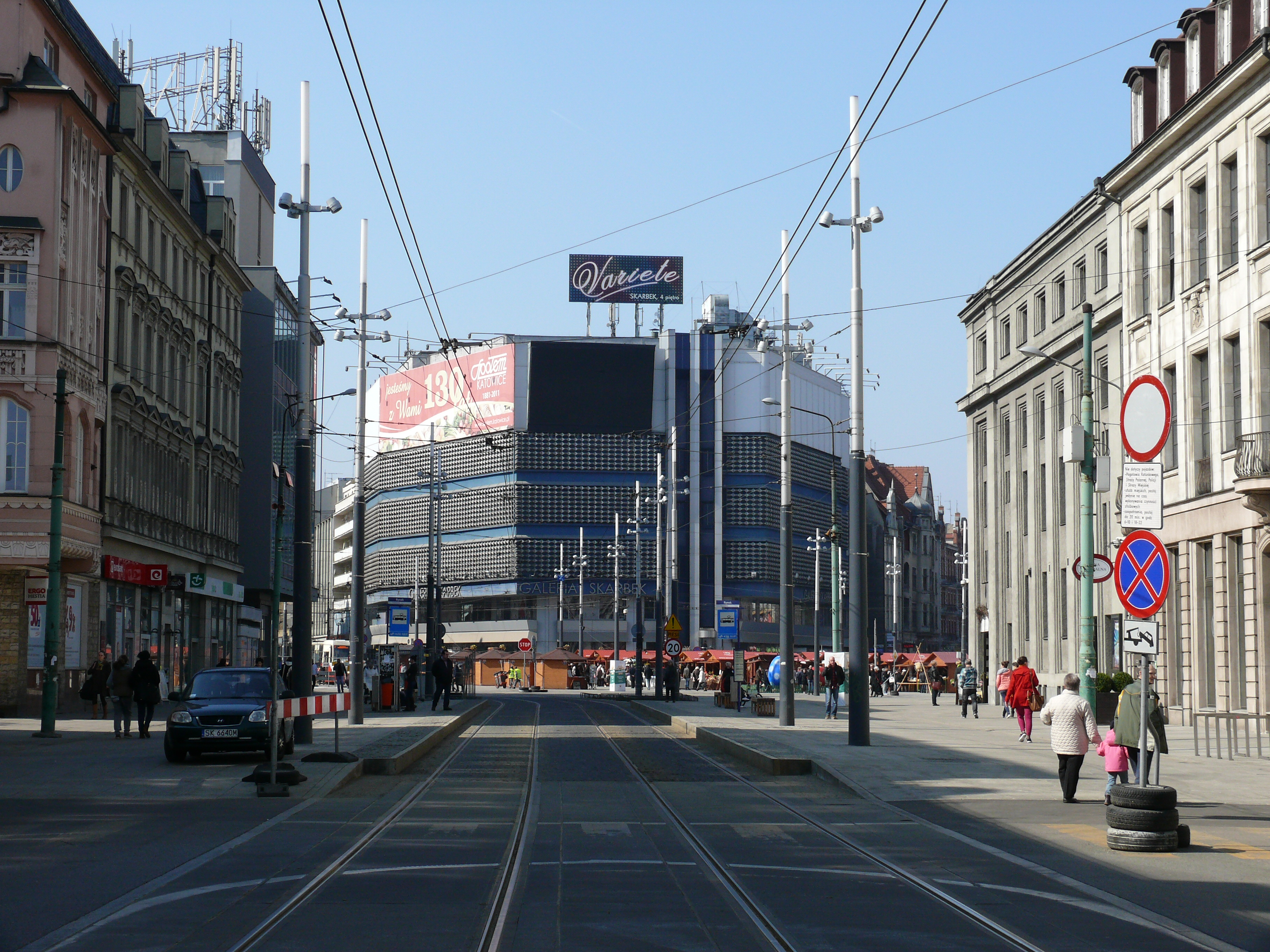
Blick von der Ulica Warszawska